# Авантюра

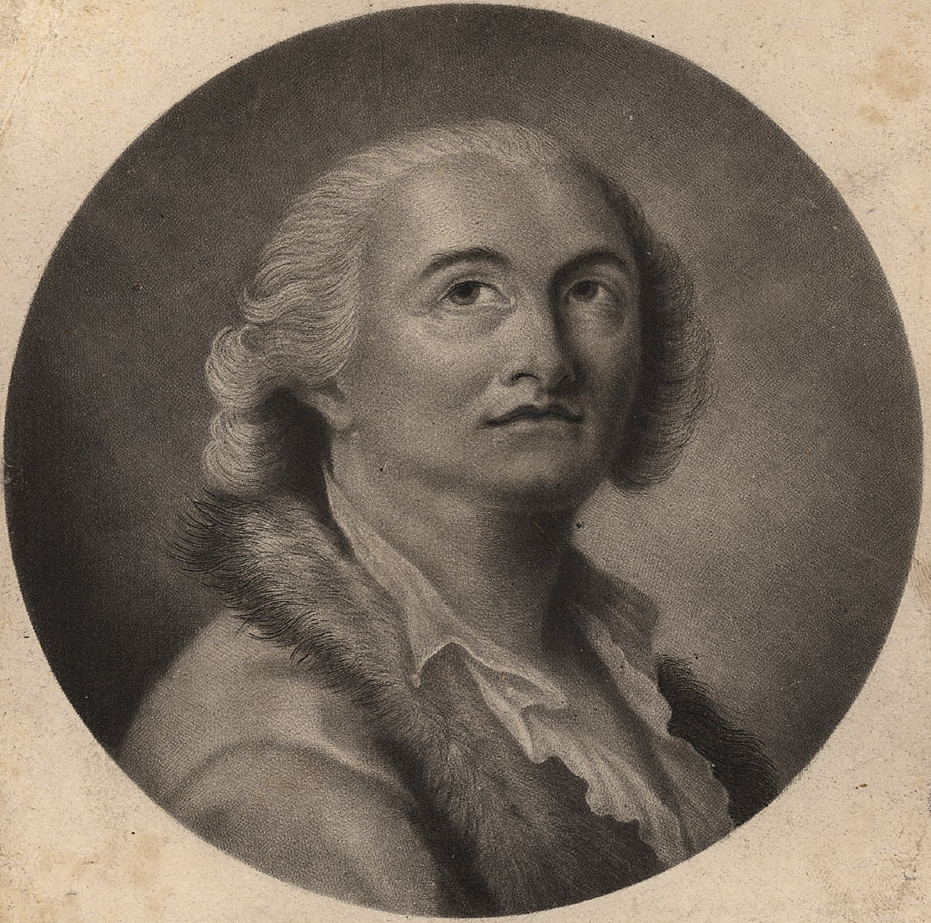
Граф Каліостро

Авантюра (фр. aventure — пригода) — 1) пригода, проходження. 2) Ризикований, сумнівний захід, розрахований на випадковий успіх; справа, без урахування реальних можливостей і приречена на провал. 3) Авантюризм — поведінка, діяльність, характеризуються ризикованими вчинками заради досягнення легкого успіху, вигоди; схильність до авантюр.

## Фізіологічне підґрунтя
Авантюрні вчинки мають своє фізіологічне підґрунтя у вигляді викидів у кров активних речовин (адреналін, гормони стресу та ін.). Вони спонукають прихід ейфорії, піднесеності, натхнення, незвичної бадьорості і уявлення про могутність подолати всі перешкоди. У деяких людей авантюрні вчинки стають головною рисою поведінки, а викиди активних речовин у кров викликають своєрідну залежність на кшталт токсикоманії. Життя без ризикованих пригод стає прісним, нецікавим, небажаним. Виникає порочне коло — чим більше авантюр, тим більша залежність людини від ризику і азарту.

## Авантюристи в історії
У скрутні періоди історії виникають цілі генерації авантюристів через неможливість молодих і енергійних членів суспільства швидко отримати великі гроші, бажані посади, престижні місця в суспільстві. Свою оцінку авантюристів дав письменник Стефан Цвейг (1881—1942):
| Ліві лапки | «Вони одягають Фантастичні строї якоїсь хіндустанської чи монгольської армій, мають помпезні імена, що добре нагадують фальшиві коштовності, як і прикраси на їх сапогах. Вони розмовляють декількома мовами, стверджують, що знайомі з усіма володарями чи відомими особами, розповідають, що служили у всіх арміях і навчались в усіх університетах. Їх кишені набиті прожектами, вони сиплють рясними обіцянками, пропонують лотереї і нові податки, державні альянси і повій, бажані ордена… І хоча в їх кишенях нема і десяти золотих, готові кожному охочому запрпонувати секрет перетворення дешевих матеріалів на золото. У хтивого володаря вони готові бути організаторами гарему, у войовничого — шпигунами, у покровителя наук і мистецтв — філософами і митцями …» | Праві лапки |

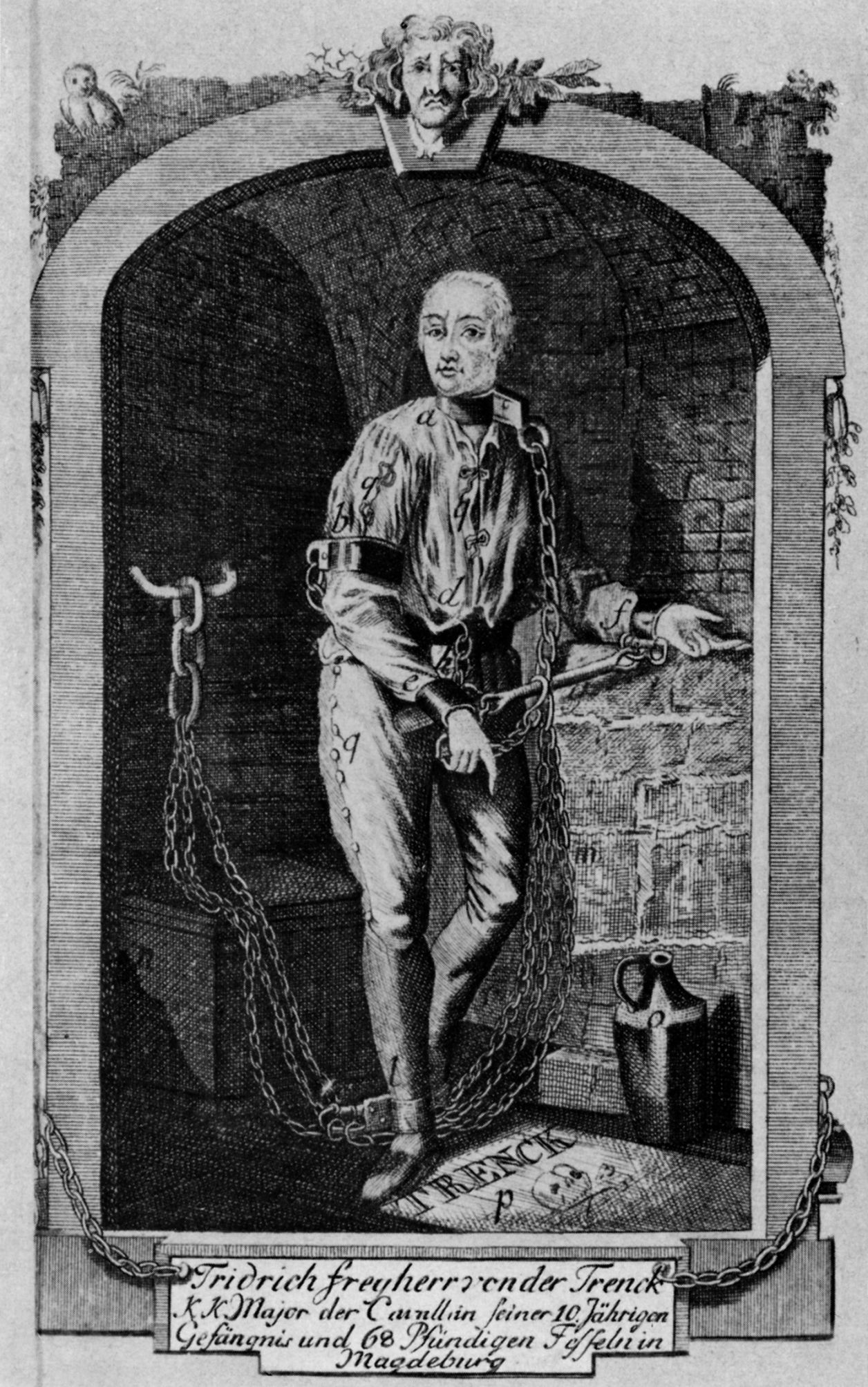
Фрідріх фон Тренк у в'язниці

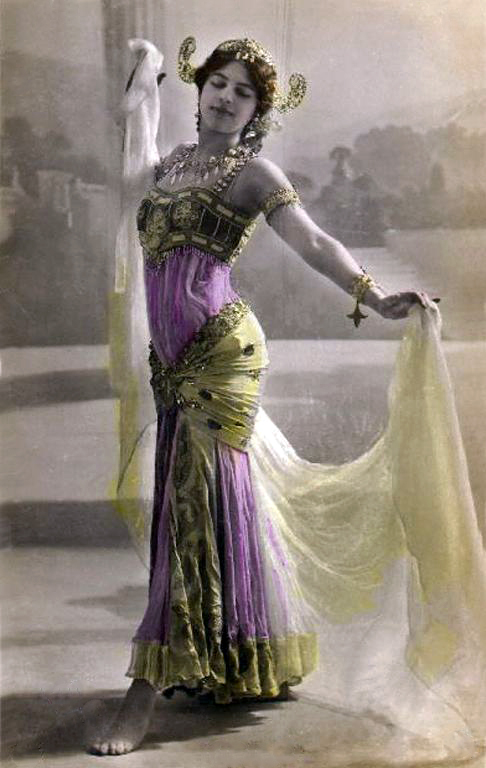
Мата Харі, розстріляна за шпигунство

Авантюристами та авантюристками були:
- Франсуа Війон, французький поет;
- Кончіно Кончіні, фаворит королеви Марії Медичі;
- Христофор Колумб;
- Лжедмитрій І;
- Марина Мнішек;
- Жак Маржерет, солдат і військовий командир у Лжедмитрія;
- Меншиков Олександр Данилович;
- Княжна Тараканова;
- Граф Каліостро;
- Леді Гамільтон (Емма Лайон);
- Омелян Пугачов;
- Джакомо Казанова;
- Єлизавета Кінгстон (Elizabeth Pierrepont, Duchess of Kingston-upon-Hull) — англійка, що мала двох чоловіків);
- Граф Сен Жермен;
- Шевальє д'Еон;
- барон Фрідріх фон Тренк, фаворит короля Прусії Фрідріха ІІ;
- Ежен Франсуа Відок;
- Бернардино Дроветті, розкрадач пам'яток Стародавнього Єгипта;
- Джованні Баттіста Бельцоні, циркач, інженер, дослідник пам'яток Стародавнього Єгипту;
- Едвін Сміт, авантюрист, що спекулював старожитностями Стародавнього Єгипту;
- Мата Харі, нідерландська танцюристка і шпигунка;
- Джеймс Брук, перший білий раджа Саравака;
- Лола Монтез, іспанська танцюристка та акторка, коханка короля Баварії;
- таємничий художник Микола Реріх;
- Хан Антоніус ван Меєгерен.